# Sitio de Praga
El asedio de Praga  fue un intento fallido de un ejército prusiano dirigido por  Federico el Grande para capturar la ciudad austriaca de Praga durante la  tercera guerra de Silesia, en el ámbito de la  guerra de los Siete Años. Tuvo lugar en mayo de 1757 inmediatamente después de la batalla de Praga. A pesar de haber ganado esa batalla, Federico había perdido 14 300 soldados y su fuerza severamente reducida no era lo suficientemente fuerte como para asaltar Praga. Sin embargo, Federico decidió sitiar la ciudad con la esperanza de obligarla a someterse por falta de suministros. Una fuerza austriaca formada por 40 000 soldados quedó atrapada en la ciudad, aunque ellos mismos no eran lo suficientemente fuertes como para considerar la posibilidad de lanzar una salida de ella. Federico intentó obtener información desde Praga para lo que envió al criminal Christian Andreas Käsebier varias veces a la ciudad sitiada.
Un ejército austriaco dirigido por el conde von Daun realizó una marcha repentina hacia el norte, amenazando las líneas de suministro de Federico, que se vio obligado a levantar el sitio y marchar para atacarlos. Federico fue derrotado en la batalla de Kolín, su fuerza quedó demasiado debilitada para considerar la continuación del asedio de Praga y se vio obligado a retirarse de Bohemia por completo. Marcó un nivel demasiado alto para los prusianos ya que nunca volvieron a ocupar un puesto tan ventajoso, ya que la mayor parte del resto de la guerra se libró en su propio territorio. A pesar de eso, los prusianos intentaron otra invasión del territorio austriaco el año siguiente que culminó en un intento fallido de tomar Olomouc.